# Now. Here. This.
『Now. Here. This.』（ナウ・ヒア・ディス） は、2012年にオフ・ブロードウェイで上演されたミュージカル作品。トニー賞にノミネートされた『title of show』のチームが手掛ける。
タイプの異なる4人の男女が、自然史博物館をツアーする中でそれぞれの人生を振り返りながらアイデンティティーについて考えるサイエンス・ヒューマン・コメディ。

## 主な登場人物
ハンター
おちゃらけた若者
ジェフ
真面目な青年
スーザン
ワーカホリックの女性実業家
ハイジ
表現者を目指す女性

## 海外での上演
アメリカ
2012年3月7日から4月28日まで、ニューヨークのヴィンヤードシアターで上演された。
2020年にはコンコード・シアトリカルズ社によりキャスト、上演時間、公演会場を自由に選択できるフレキシブル版が発表された。公演会場は劇場・オンライン問わず上演できるため、コロナ禍において、オレンジカウンティスクールオブジアーツ（OSCA）の学生たちによる『Now. Here. This.』がYouTube でバーチャル プレミア公開された。
イギリス
2020年10月20日から24日までロンドンのゴールデン・グース・シアターで上演。キャストはマシュー・ウェストロープ、アッシュ・ウィアー、グリフィン・ジェンキンス、ルビー・リオン。

## 日本での上演

### 2020年
- 2020年、ミュージカル『Now. Here. This.』（フレキシブルバージョン）が浜中文一主演で[5]、「earth」と「water」という2パターンのキャストの組み合わせで上演[6]。
- 公演は2020年11月28日から12月13日まで博品館劇場、12月16日に東松山市民文化センター、12月19日にCOOL JAPAN PARK OSAKA TT ホール、12月27日にウインクあいち 大ホールで行われ[7][8][9]、感染症対策の一環として、客席数を劇場客席数の 70%以下に抑えてチケットが販売された[7]。
- 元宝塚月組の彩乃かなみが出演しているほか[10]、雪組トップコンビの壮一帆と愛加あゆが共演している[11][12][13]。元雪組の2人は退団後3度目の共演[14]。

#### キャスト
earth
- ハンター - 浜中文一
- ジェフ - 木内健人
- スーザン - 愛加あゆ[15][16]
- ハイジ - 彩乃かなみ[17]
- 壮一帆[18]
- 鈴木壮麻[19]

water
- ハンター - 浜中文一
- ジェフ - 寺西拓人
- スーザン - 小此木麻里[20]
- ハイジ - 綿引さやか[17]
- 今泉りえ[19]
- 吉田要士[19]

#### スタッフ
- 構成・訳詞・演出：西田直木[21]
- 翻訳・訳詞：吉田英美[21]
- 音楽監督：岩崎廉[21]
- 振付：吉田潔[21]
- 企画・製作： シーエイティプロデュース

## 楽曲
- "What are the Odds?" — Jeff, Hunter, Susan, Heidi
- "More Life" — Jeff, Hunter, Susan, Heidi
- "Dazzle Camouflage" — Jeff, Hunter, Susan, Heidi
- "Give Me Your Attention" — Susan, Heidi
- "Archer" — Hunter
- "I Rarely Schedule Nothing/ Cacophony" — Jeff, Hunter, Susan, Heidi
- "Members Only" — Jeff, Hunter, Susan, Heidi
- "That'll Never Be Me" — Susan, Heidi
- "Kick Me" — Jeff
- "Then Comes You" — Jeff, Hunter, Susan, Heidi
- "The Amazing Adventures of 'Doc' Wilbert S. Pound" — Jeff, Hunter, Susan, Heidi
- "That Makes Me Hot" — Jeff, Hunter, Susan, Heidi
- "Golden Palace" — Jeff, Hunter, Susan, Heidi
- "Get Into It" — Hunter, Susan, Heidi
- "This Time" — Heidi
- "Finale: Now. Here. This." — Jeff, Hunter, Susan, Heidi